# Pyrrhopteryx lowa
Pyrrhopteryx lowa är en fjärilsart som beskrevs av Collenette 1960. Pyrrhopteryx lowa ingår i släktet Pyrrhopteryx och familjen tofsspinnare. Inga underarter finns listade.